# Thailand Open 1992
Die Thailand Open 1992 im Badminton fanden vom 10. bis zum 15. November 1992 in Bangkok statt. Das Preisgeld betrug 90.000 US-Dollar, was dem Turnier zu einem Vier-Sterne-Status im Grand Prix verhalf.

## Austragungsort
- Nationalstadion Bangkok

## Sieger und Platzierte
| Disziplin    | Gold                           | Silber                               | Bronze                       |
| ------------ | ------------------------------ | ------------------------------------ | ---------------------------- |
| Herreneinzel | Joko Suprianto                 | Alan Budikusuma                      | Sompol Kukasemkij            |
| Herreneinzel | Joko Suprianto                 | Alan Budikusuma                      | Heryanto Arbi                |
| Dameneinzel  | Susi Susanti                   | Bang Soo-hyun                        | Liu Yuhong                   |
| Dameneinzel  | Susi Susanti                   | Bang Soo-hyun                        | Jaroensiri Somhasurthai      |
| Herrendoppel | Ricky Subagja Rexy Mainaky     | Huang Zhanzhong Zheng Yumin          | Imay Hendra Bagus Setiadi    |
| Herrendoppel | Ricky Subagja Rexy Mainaky     | Huang Zhanzhong Zheng Yumin          | Rudy Gunawan Richard Mainaky |
| Damendoppel  | Nong Qunhua Zhou Lei           | Erma Sulistianingsih Rosiana Tendean | Li Qi Qin Yiyuan             |
| Damendoppel  | Nong Qunhua Zhou Lei           | Erma Sulistianingsih Rosiana Tendean | Gil Young-ah Park Soo-yun    |
| Mixed        | Aryono Miranat Eliza Nathanael | Denny Kantono Zelin Resiana          | Chen Xingdong Sun Man        |
| Mixed        | Aryono Miranat Eliza Nathanael | Denny Kantono Zelin Resiana          | Chan Siu Kwong Chung Hoi Yuk |

## Finalergebnisse
| Disziplin    | Sieger                         | Finalist                             | Ergebnis            |
| ------------ | ------------------------------ | ------------------------------------ | ------------------- |
| Herreneinzel | Joko Suprianto                 | Alan Budikusuma                      | 15-10, 10-15, 15-10 |
| Dameneinzel  | Susi Susanti                   | Bang Soo-hyun                        | 11-7, 11-4          |
| Herrendoppel | Ricky Subagja Rexy Mainaky     | Huang Zhanzhong Zheng Yumin          | 15-9, 12-15, 15-11  |
| Damendoppel  | Nong Qunhua Zhou Lei           | Erma Sulistianingsih Rosiana Tendean | 15-4, 12-15, 15-8   |
| Mixed        | Aryono Miranat Eliza Nathanael | Denny Kantono Zelin Resiana          | 15-2, 2-15, 15-1    |